# Peperomia alata
Peperomia alata, también conocida como peperomia alada, es una especie de planta que crece en Florida, parte del Caribe, Centroamérica y Sudamérica. Parece ser poco común en Florida, estando su presencia confirmada solo en el Condado de Collier.

## Descripción
Peperomia alata es una hierba perenne, erecta o reclinada, extendida por rizomas. El epíteto "alata" (alado), se refiere a los pecíolos con bases decurrentes que corren a lo largo de los tallos. Las hojas son de forma lanceolada, miden unos 13 cm, y tienen tres nervaduras. Las flores nacen en espigas compactas de unos 13 cm de largo.

## Distribución
Se encuentra desde el sur de México, parte de Florida y el Caribe hasta el norte de Perú.